# Indywiduum chemiczne
Indywiduum chemiczne (rzadko: indywiduum molekularne, indywiduum cząsteczkowe) – atom, cząsteczka, jon, rodnik, kationorodnik, kompleks chemiczny lub konformer.
Termin ten jest uznawany przez Międzynarodową Unię Chemii Czystej i Stosowanej (IUPAC).